# Season of the Witch (film, 1972)
Pour les articles homonymes, voir Season of the Witch.
Pour le film sorti en 2010, voir Le Dernier des Templiers.
Pour plus de détails, voir Fiche technique et Distribution.
Season of the Witch est un film américain réalisé par George Andrew Romero, sorti en 1972.

## Synopsis
Joan Mitchell est une femme au foyer de banlieue comme tant d’autres. Si ce n’est que par fascination, elle va se laisser tenter par la sorcellerie.

## Fiche technique
- Titre original : Season of the Witch ou Hungry Wives ou Jack's Wife
- Titre français : Season of the Witch
- Réalisation : George Andrew Romero
- Scénario : George Andrew Romero
- Pays d'origine : États-Unis
- Format : Couleurs - 1,37:1 - Mono - 35 mm
- Genre : Drame, horreur
- Durée : 90 minutes
- Date de sortie : 1972

## Distribution
- Jan White : Joan Mitchell
- Raymond Laine : Gregg Williamson
- Ann Muffly : Shirley Randolph
- Joedda McClain : Nikki Mitchell
- Bill Thunhurst : Jack Mitchell
- Neil Fisher : docteur Miller
- Esther Lapidus : Sylvia
- Dan Mallinger : sergent Frazer
- Daryl Montgomery : Larry
- Ken Peters : John Fuller
- Shirlee Strasser : Grace
- Robert Trow : détective Mills
- Jean Wechsler : Gloria
- Charlotte Carter : Mary
- Linda Creagan : Patty